# Adolf-Hitler-Geburtshaus

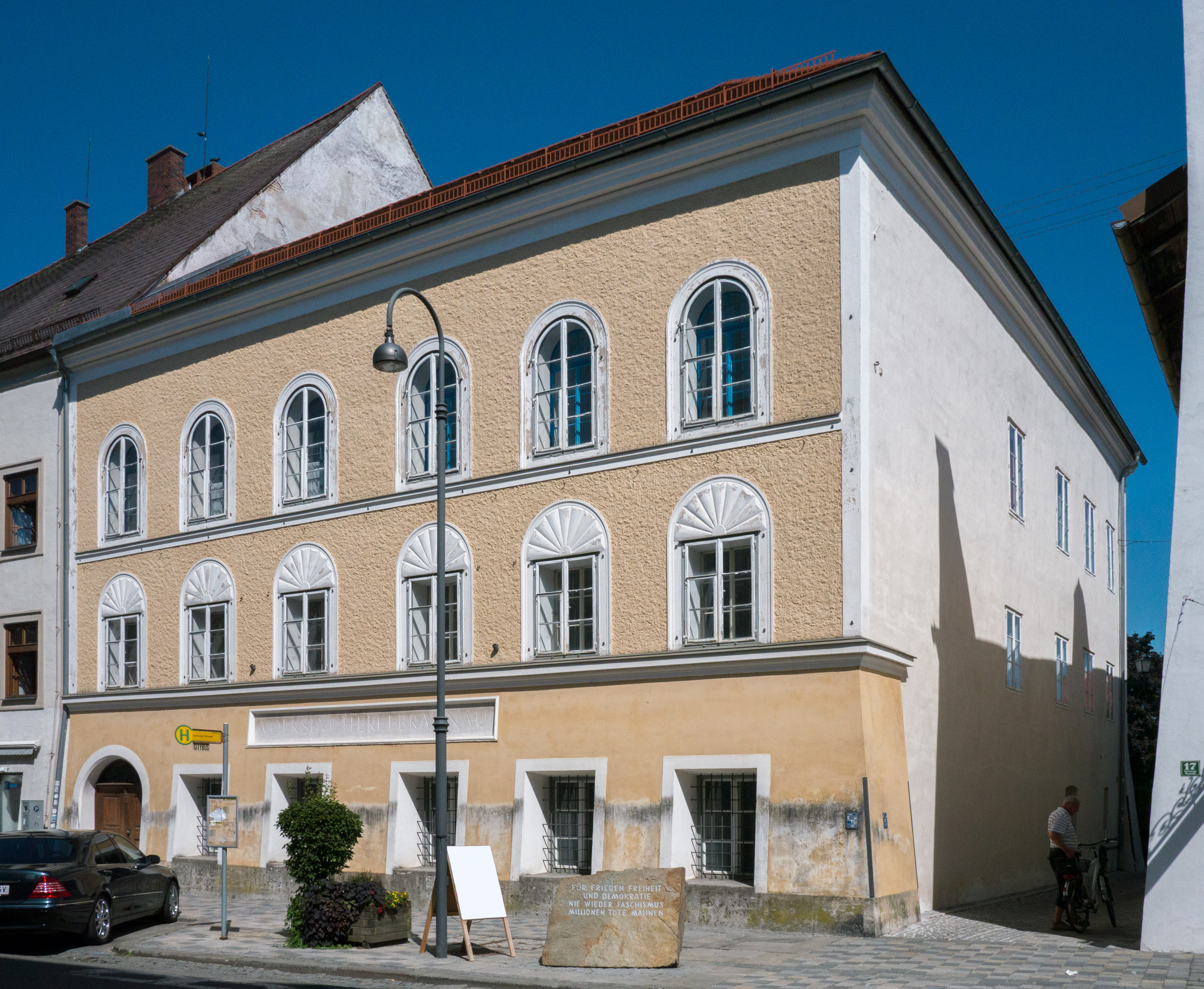
Geburtshaus Adolf Hitlers, Braunau am Inn, mit Gedenkstein davor (2015)

Das Adolf-Hitler-Geburtshaus ist ein denkmalgeschütztes biedermeierliches Bürgerhaus in der oberösterreichischen Stadt Braunau am Inn. Hier wurde Adolf Hitler geboren.
Die Bausubstanz stammt aus dem 17. Jahrhundert und wurde als Braugasthaus mit Nebengebäuden und Mietwohnungen genutzt. Die Eltern Hitlers waren Wohnungsmieter. Unklar ist, ob Adolf Hitler im bestehenden Vorderhaus oder im schon lange demolierten Hinterhaus geboren wurde. Nach dem Anschluss Österreichs erwarb die Nationalsozialistische Deutsche Arbeiterpartei das Haus und richtete ein Kulturzentrum ein. 1952 ging es durch Rückstellungsvergleich an die Alteigentümer zurück und wurde von der Republik Österreich angemietet. Es wurde bis 2011 genutzt – zuerst als Bibliothek, dann als Schule und zuletzt als Behinderteneinrichtung.
Die Diskussionen um Nutzung und Eigentum verstärkten sich. Im Raum standen u. a. der Abbruch und die Enteignung. 2016 wurde es per Gesetz zu Gunsten der Republik enteignet, ist aber weiter ungenutzt. Der Plan zum Umbau zu einer Polizeistation steht in der Kritik und hat sich verzögert, wobei die Diskussion noch immer andauert.

## Geschichte

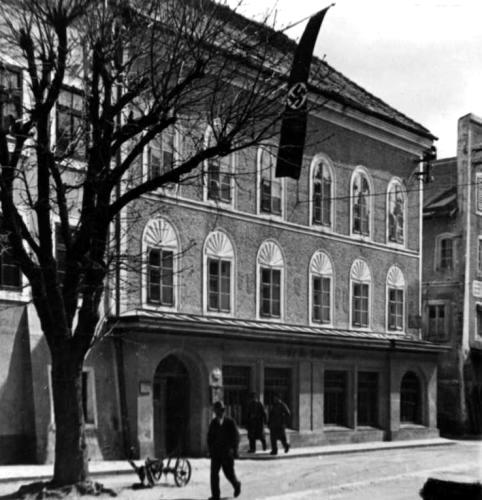
Das Haus um 1934, mit Hakenkreuzflagge

Die Anschrift des Hauses mit sechsachsiger Front wurde 1826 mit Vorstadt 219 bestimmt und seit 1890 mit Salzburger Vorstadt 15. Nach der Braunauer Häuserchronik (Salzburg, 1943) von Franz Martin bestand das Braugasthaus „Zum braunen Hirschen“ ursprünglich aus zwei Gebäuden. Die Nutzung des Anwesens ist ab dem 17. Jahrhundert als Gasthaus nachweisbar, zu dem später auch ein Stall, ein Stadel, ein Sudhaus und Mietwohnungen gehörten. Ab 1888 wurde das Haus von den Eheleuten Dafner betrieben.
Zu seinen Bewohnern gehörten Ende des 19. Jahrhunderts auch der Zollbeamte Alois Hitler und dessen dritte Frau Klara (geb. Pölzl), die mit ihren Kindern bis 1892 in einer der Mietwohnungen lebten. Dort wurde als drittes von deren sechs Kindern (frühere Quellen, die anscheinend auf den Erinnerungen von Hitlers Schwester Paula beruhen, berichten irrtümlich von drei älteren Geschwistern) am 20. April 1889 Adolf Hitler geboren. Ob der spätere deutsche Reichskanzler und Diktator im bestehenden Vorderhaus oder im schon lange demolierten Hinterhaus geboren wurde, ist unter Historikern umstritten.
Das Bräugasthaus „Zum braunen Hirschen“ gehörte bis zu seiner Versteigerung 1884 Frau Karolina Hollwöger, verehelichte Huber, bei der es der Braunauer Bürgermeister Franz Höß an sich brachte. Höß vermietete es an Franz Xaver Dafner, der es im November 1888 käuflich erwarb. 1891 verstarb der Hauseigentümer und Gastwirt Franz X. Dafner. Seine Witwe Helene Dafner, später verheiratet mit Jakob Bachleitner (†), führte das Gasthaus noch bis zum Jahr 1911. Am 14. Dezember 1912 verkaufte es Helene Bachleitner an Josef Pommer, der es zuerst als Gasthaus „Zum Hirschen“, ab 1920 als „Gasthaus Pommer“ bis 1938 innehatte.

### NS-Zeit
Im Zuge des „Anschlusses von Österreich“ an das nationalsozialistische Deutsche Reich erwarb Martin Bormann am 25. Mai 1938 das Geburtshaus Hitlers für die NSDAP zum vierfachen Verkehrswert. Bereits am 20. Juli 1938 – und somit nur vier Monate nach dem Anschluss – wurde es von der „Zentralstelle für Denkmalschutz“ des „Ministeriums für innere und kulturelle Angelegenheiten“ in Wien durch Staatssekretär Kajetan Mühlmann gegenüber den damaligen Miteigentümern Josef und Maria Pommer als denkmalgeschützt deklariert, weil „Geburtsstätte des Führers und Reichskanzlers Adolf Hitler“.
Das Gebäude wurde saniert und der Nutzung als Kulturzentrum mit einer Galerie und einer Volksbücherei zugeführt. Von 1943 bis 1944 wurden in der Braunauer Galerie im Führer-Geburtshaus Bilder und Plastiken von Künstlern der Region ausgestellt, unter anderem von Anton Filzmoser, Hermann Mayrhofer (Passau), Josef Karl Nerud (Simbach am Inn), Hugo von Preen, Martin Stachl und Franz Xaver Weidinger (Ried im Innkreis).
Da in Hitlers Geburtshaus in der NS-Zeit keine politische Gewaltverbrechen geplant oder organisiert wurden, ist das Gebäude auch nicht als Täterort zu bezeichnen.

### Nachkriegszeit
Am 2. Mai 1945, unmittelbar nachdem Braunau von US-amerikanischen Truppen besetzt worden war, versuchte ein deutscher Stoßtrupp, Hitlers Geburtshaus in die Luft zu sprengen. Die US-Soldaten verhinderten dieses Vorhaben.
Am 1. November 1945 wurde auf Betreiben des Bezirkhauptmanns Plasser und des Bürgermeisters Fageth „an der Stätte, von der aus einst Hitler in die Welt trat“, eine Gedenk- und Mahn-Ausstellung eröffnet. In Hitlers Geburtsraum zeigten Fotos das Grauen in den Konzentrationslagern und den Niedergang der Kultur während des NS-Regimes.
1952 wurde das Haus im Rahmen eines Rückstellungsvergleichs von der Republik Österreich den ehemaligen Eigentümern zurückgegeben und zugleich von der Republik angemietet, wobei es bis 1965 als Stadtbücherei genutzt wurde. Danach stand das Gebäude kurz in der Nutzung eines Bankinstitutes. Dem folgte von 1970 bis 1976 die Nutzung als Schule im Zuge der Gründung der HTL Braunau. Eigentümerin war bis 2016 Gerlinde Pommer.
Von 1977 bis September 2011 wurde das Haus als Tagesheimstätte und Werkstätte für Menschen mit Behinderung von der Lebenshilfe Oberösterreich genutzt.

### Öffentliche Diskussion um die Nutzung
Im September 2012 trat die jahrelange Diskussion über die Nutzung des Hauses stärker an die Öffentlichkeit. Debattiert werden die Verwendung als Wohnhaus oder die Einrichtung eines „Haus des Friedens“ für soziale Projekte und Ausstellungen.
Seit dem Jahr 2000 gab es Bestrebungen des örtlichen Vereins für Zeitgeschichte, der unter anderem die Braunauer Zeitgeschichte-Tage veranstaltet, das Gebäude von der öffentlichen Hand ankaufen zu lassen und dem Holocaustgedenken zuzuführen. Der russische Duma-Abgeordnete Franz Adamowitsch Klinzewitsch hatte 2012 andere Pläne: Er wollte rund zwei Millionen Euro sammeln, um das Haus zu kaufen und abzureißen.
Im April 2016 erklärte das Innenministerium zum nunmehr bald fünf Jahre leerstehenden Haus, die Enteignung des Hauses prüfen zu lassen, eventuell dafür ein Gesetz zu schaffen, um dauerhaft eine Nutzung des Hauses im Sinne nationalsozialistischer Wiederbetätigung auszuschließen. 2015 hätte der Verfassungsrechtler Heinz Mayer auf die Notwendigkeit eines Gesetzes hingewiesen; die Eigentümerin würde dabei eine Entschädigung erhalten. Diese vermietete seit 1972 das Haus an das Innenministerium für etwa 5000 Euro monatlich, erschwerte jedoch die Nutzung, als sie den barrierefreien Umbau ablehnte, weshalb 2011 der Sozialverein Lebenshilfe – der mit Behinderten arbeitet – als Untermieter auszog.
Im Juni 2016 plädierte Innenminister Wolfgang Sobotka (ÖVP) für den Abriss: „Für mich wäre ein Schleifen, so wie beim Fritzl-Haus in Amstetten,  die sauberste Lösung.“ Am 12. Juli 2016 entschied die österreichische Regierungskoalition, die Eigentümerin wegen des öffentlichen Interesses zu enteignen und zu entschädigen, da man sich nicht auf eine Nutzung hatte einigen können. Eine ministerielle Kommission sollte Vorschläge machen; möglich wäre eine Umnutzung oder auch der Abriss.
Am 17. Oktober 2016 bestätigte Wolfgang Sobotka, dass das Haus abgerissen werde und berief sich dabei auf eine Empfehlung der Kommission. An seiner Stelle solle ein von einer sozialen Einrichtung oder von Behörden genutzter Neubau errichtet werden. Braunaus Bürgermeister und Kommissionsmitglied Hannes Waidbacher, widersprach jedoch: „In der Empfehlung steht nichts von einem Abriss.“ Stattdessen rate die Kommission zu einer tiefgreifenden architektonischen Veränderung, die den „Wiedererkennungswert und die Symbolkraft des Gebäudes dauerhaft unterbinden“ solle.
Der aus Braunau stammende Redakteur der Salzburger Nachrichten Peter Gnaiger will dort ein Kaffeehaus einrichten, benannt nach dem 1941 im KZ Dachau verstorbenen Kabarettisten Fritz Grünbaum. Unterstützt wird er dabei u. a. von Sonnentor-Gründer Johannes Gutmann und Josef Sigl von der Trumer Privatbrauerei.

### Enteignung
Am 14. Dezember 2016 wurde vom österreichischen Parlament ein Gesetz zur Enteignung der bisherigen Besitzerin verabschiedet, sodass das Gebäude in den Besitz der Republik Österreich überging. Ein Arbeitsgespräch zwischen dem österreichischen Innenminister Wolfgang Sobotka, dem oberösterreichischen Landeshauptmann Josef Pühringer und dem Braunauer Bürgermeister Johannes Waidbacher am darauffolgenden Tag ergab, dass das Gebäude saniert und der Lebenshilfe Oberösterreich zur Nutzung angeboten werden soll. Eine Arbeitsgruppe, bestehend aus Vertretern des Bundesministeriums für Inneres, des Landes Oberösterreich und der Stadt Braunau am Inn, sollte im ersten Halbjahr 2017 die offenen rechtlichen und organisatorischen Fragen klären.
Die enteignete Besitzerin bekämpfte die Enteignung mit einer Klage gegen das eigens geschaffene Gesetz vor dem Verfassungsgerichtshof, der am 30. Juni 2017 die Enteignung als rechtmäßig erkannte. Daraufhin brachte die Klägerin eine Beschwerde beim Europäischen Gerichtshof für Menschenrechte ein und klagte zugleich vor dem Landesgericht Ried eine höhere Entschädigung als die zugesprochenen 310.000 Euro ein. Im Jänner 2018 wurden zwei Gutachter bestellt, von denen einer im Juni den Wert mit zwischen 800.000 und 1,5 Millionen Euro bezifferte. Nachdem das Landesgericht den höheren der beiden Werte festgesetzt hatte, hob das Oberlandesgericht Linz im April 2019 diesen Beschluss auf und legte die Entschädigung auf 812.000 Euro fest. Diese wurden von der Republik auch gezahlt, ein Rekurs wurde vom Obersten Gerichtshof als letzter Instanz im August 2019 abgewiesen.

### Nutzung durch die Polizei und Umbau
Im November 2019 gab das Innenministerium bekannt, dass das Gebäude nach einem Umbau Sitz des Bezirkspolizeikommandos und der Polizeiinspektion Braunau werde.
Am 2. Juni 2020 wurde verlautbart, dass das Vorarlberger Architektenbüro Marte.Marte, als Gewinner des EU-weiten Architekturwettbewerbes, die Umgestaltung des Hitler-Geburtshauses in Braunau vornehmen wird. Die Umbaukosten sollen rund 5 Millionen Euro betragen. Zum Architekturwettbewerb und zum Projekt des Architekturbüros gibt es aber auch sehr kritische Stimmen. Gerhard Matzig kritisierte in einem Beitrag in der Süddeutschen Zeitung vom 9. Juni 2020 insbesondere den Wortlaut der Wettbewerbsauslobung: „Durch die äußerliche Umgestaltung des Bestandsgebäudes soll die Erinnerung an die Zeit des Nationalsozialismus beseitigt (…) werden.“ Dies schließe „das reflektierende Nachdenken über den Ort“ aus und „Fragen des Umgangs mit NS-Geschichte werden versimpelt“. Matzig nennt den Entwurf von Marte.Marte, der mit der „Kraft des Einfachen“ so wenig Aufmerksamkeit wie möglich erregen will, das „Defizit einer Architektur, die nicht nur zeitgemäß zeitlos, sondern auch vergessend geraten ist“. Denn das Haus sei weiterhin der Ort, an dem Hitler geboren wurde und „jeder Versuch, diese Tatsache zu ignorieren, muss eine Architektur hervorbringen, die ignorant ist.“ „Bemerkenswert zeichenhaft“ findet Matzig hingegen den gemeinsamen Entwurf von Kabe Architekten aus Wien und Springer Architekten aus Berlin, deren Entwurf mit einem Sonderpreis gewürdigt wurde. Und dies obwohl Kabe/Springers Entwurf genau das Gegenteil dessen darstellt, was die Ausschreibungsunterlagen vorgaben. Der Entwurf sah vor, die Fenster des Gebäudes zuzubetonieren, das „historische Gemäuer mit Erde aufzufüllen und Hitlers Geburtshaus für alle Zeit in ein nicht zugängliches Wäldchen zu verwandeln“. Die Polizeistation wäre dabei in einem schlichten Holzneubau auf dem hinteren Teil des Grundstücks untergebracht worden. Für Florian Kotanko, den Vorsitzenden des örtlichen Vereins für Zeitgeschichte, wäre dies „genau […] der richtige Zugang gewesen“. Sowohl ein Mahnmal als auch eine soziale Einrichtung wie die Lebenshilfe, die bis 2011 im Gebäude untergebracht war, wäre für die Menschen der Gemeinde gut vorstellbar gewesen. Er fügte an, dass alles besser sei als „die oberste Priorität der politischen Instanzen, […] die Fakten der Geschichte auszuradieren“, denn das werde nicht funktionieren. Matzig sieht auch die Unterbringung der Polizei im Gebäude zwiespältig. Dieser Entscheidung ging der Rat einer Kommission voraus, im Geburtshaus Hitlers eine „lebensbejahende Organisation“ unterzubringen. Die Polizei kann eine Demokratie bejahen und verteidigen, Matzig erinnert aber auch daran, dass „die Polizei […] auch in einem Polizeistaat wirken“ kann. Auch Bürger aus Braunau kritisieren das Projekt. Diese führen an, dass ihnen nicht nur ein Gedenkort genommen wird, sondern dass „die Regierung dem Ort seine Geschichte nehmen will“.

### Protest gegen Coronamaßnahmen
Am 2. Jänner 2021 fand neben dem Mahnstein eine Kundgebung der Initiative Österreich ist frei statt. Die Antisemitismus-Meldestelle der Israelitischen Kultusgemeinde Wien berichtete am nächsten Tag über eine „gespenstische Szene vor dem Geburtshaus von Adolf Hitler, wo Aktivisten gegen die [Coronamaßnahmen] […] beim dort aufgestellten Gedenkstein in offensichtlich belustigender Manier posieren“. Durch die Antisemitismus-Meldestelle aufmerksam gemacht, begann das Landesamt für Verfassungsschutz und Terrorismusbekämpfung Oberösterreich zu ermitteln.  Auch international wurde über den Vorfall berichtet.

### Aufarbeitung und Gedenken

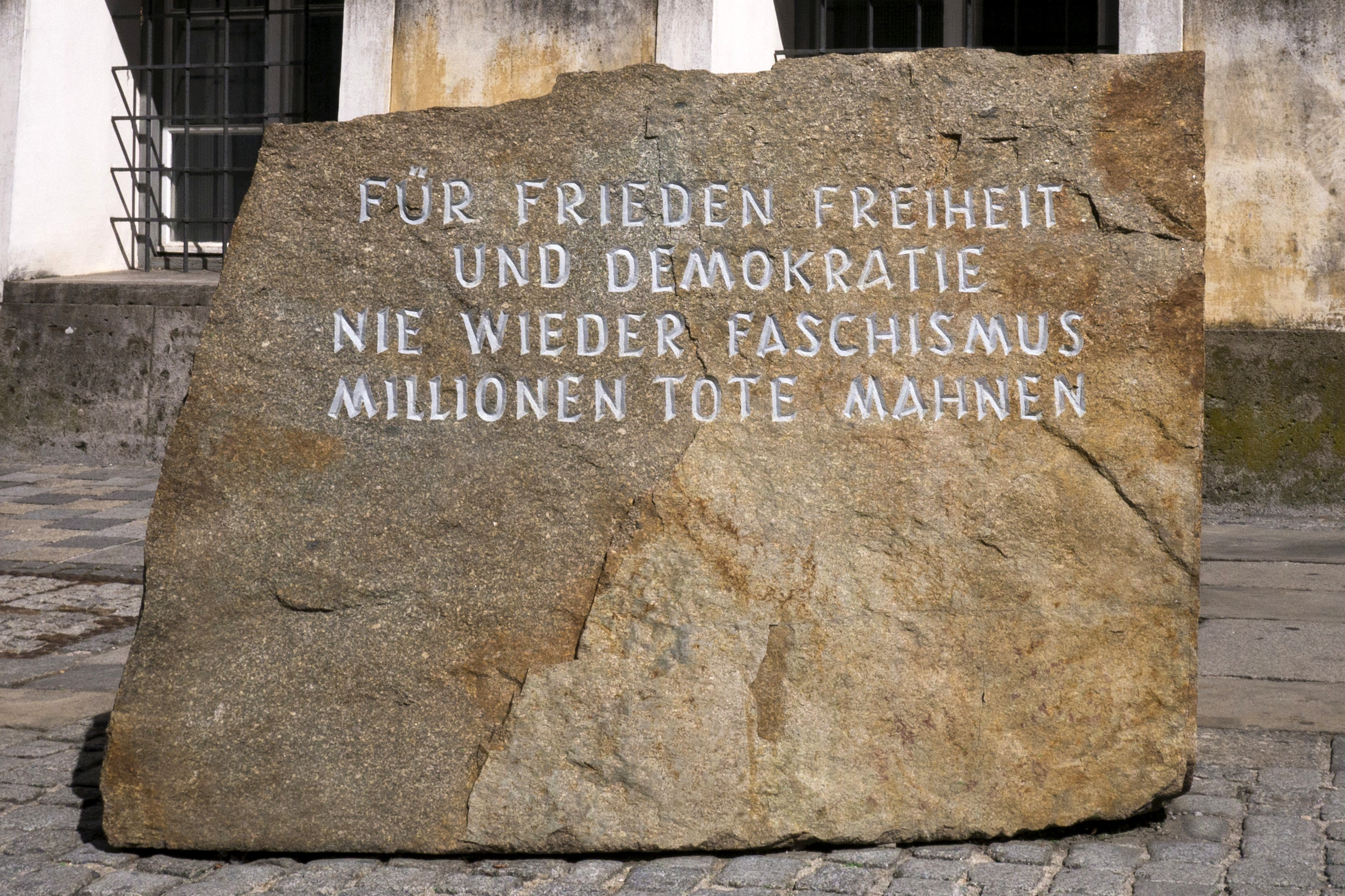
Mahnstein von 1989 (Vorderseite)

Im Jahre 1989 wurde von der Stadt Braunau am Inn unter Bürgermeister Gerhard Skiba anlässlich des 100. Geburtstags von Adolf Hitler auf dem Gehsteig vor dem Haus ein Mahnstein gegen Krieg und Faschismus als Steinmetzarbeit aus Mauthausner Granit aufgestellt. Die rautenähnliche Ansichtsfläche des freistehenden Blocks ist etwa 160 cm breit und 115 cm hoch. Auf der Vorder- und Rückseite befinden sich die Inschriften „Für Frieden Freiheit und Demokratie – Nie wieder Faschismus – Millionen Tote mahnen“ und „Stein aus dem Konzentrationslager Mauthausen“. Die Stadt distanzierte sich damit erstmals eindeutig von dem „Hitlertourismus“, der Auswüchse bis hin zum ortsüblichen Verkauf von Souvenirs mit der Aufschrift „Hitler“ angenommen hatte. Den nächsten großen Schritt setzte der Braunauer Journalist und PR-Berater Reinhold Klika im Februar 2000 durch seine Initiative „Braunau setzt ein Zeichen“. SPÖ, ÖVP, FPÖ und Grüne traten gemeinsam für die von Andreas Maislinger vorgeschlagene Idee „Haus der Verantwortung“ ein.

## Haus der Verantwortung
Das in Planung befindliche Haus der Verantwortung (HRB) unter der konzeptionellen Leitung von Andreas Maislinger schlägt die Schaffung eines Symbols vor, mit der entgegengesetzten Bedeutung dessen, was die Geburt von Adolf Hitler bedeutet. Es sieht vor, das Symbol der Geburt des Holocaust in ein Symbol der Verantwortung, des Lernens, des Friedens und der Kreativität zu verwandeln und gleichzeitig die durch die Geburt Adolf Hitlers stigmatisierte Stadt Braunau am Inn in eine Stadt zu verwandeln, welche die gleichen Werte repräsentiert.
Das Haus der Verantwortung schlägt vor, das Geburtshaus Adolf Hitlers zu einer internationalen Begegnungsstätte zu machen, in der Menschen mit unterschiedlichem Hintergrund zusammenkommen, um über Verantwortung zu lernen. Im Mittelpunkt stehen dabei junge Menschen, die jeweils drei Monate nach Braunau am Inn kommen und sich mit ihrer Verantwortung in Bezug auf die Geschichte ihres Landes auseinandersetzen, um über Fehler in der Vergangenheit des eigenen Landes nachzudenken und die Sichtweise des anderen kennen zu lernen. Sie würden an verschiedenen Bildungsaktivitäten teilnehmen und zu diesen einen Beitrag leisten, wie zum Beispiel Literaturclubs, Diskussionsrunden, Debatten, Studienreisen und Treffen mit angesehenen Persönlichkeiten. Jeder Teilnehmer könnte so seine eigene Perspektive in den Diskurs einbringen.

## Architektur

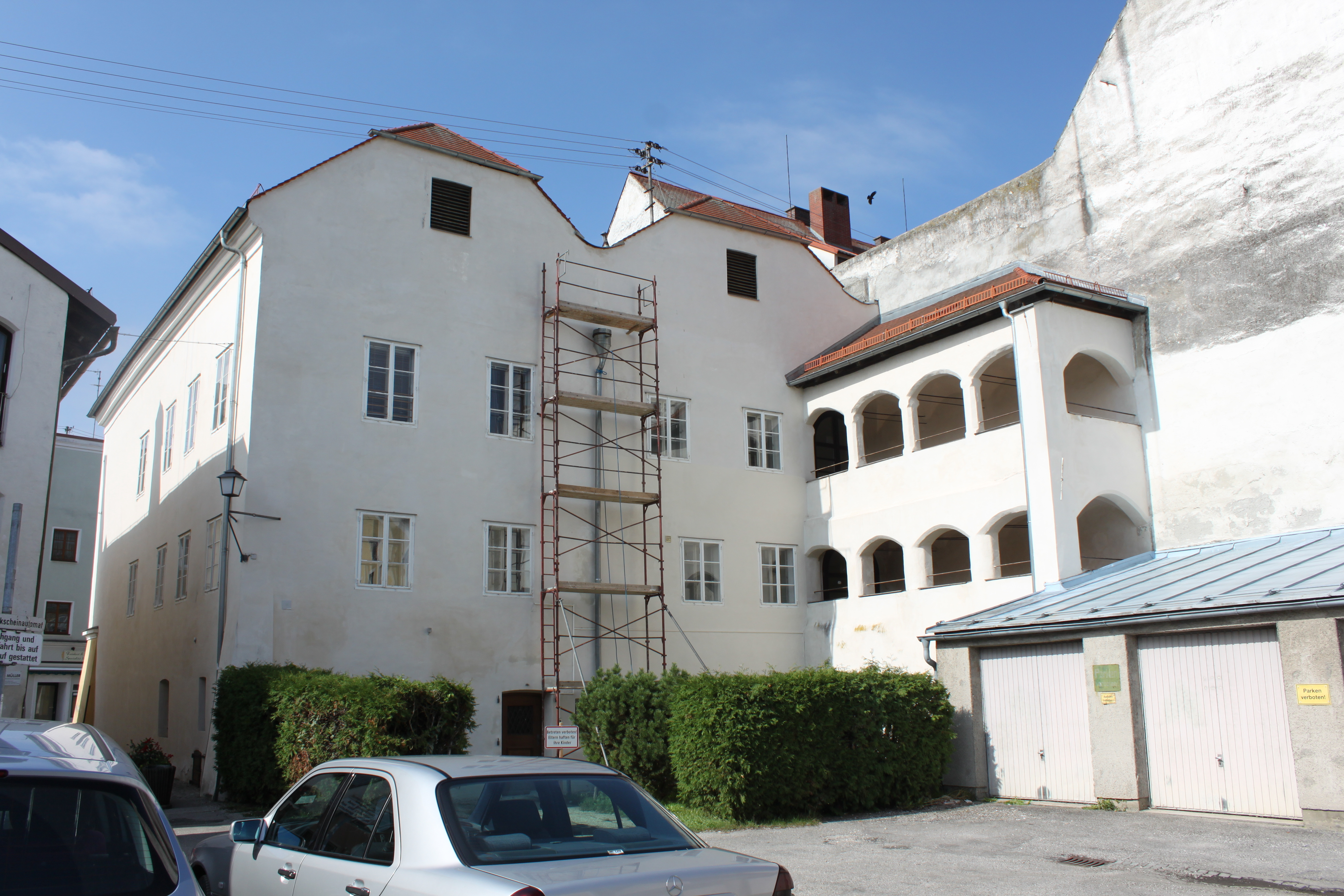
Die Rückfront zeigt in der Dachform, dass es ursprünglich zwei Häuser waren. Der Arkadentrakt rechts aus der 2. Hälfte des 16. Jahrhunderts ist ein Zubau.

Ursprünglich bestanden zwei in der ersten Hälfte des 16. Jahrhunderts erbaute Einzelgebäude. Der hofseitige Arkadentrakt entstand wohl in der zweiten Hälfte des 16. Jahrhunderts. 1758 entstand die gemeinsame Besitzung und die bauliche Verbindung der beiden Häuser. Die vereinheitlichende Fassadengestaltung und Innenumbauten erfolgten im zweiten Viertel des 19. Jahrhunderts. In der ersten Hälfte des 20. Jahrhunderts wurde das hofseitige Wirtschaftsgebäude abgebrochen. 1940 wurden Umbauten im Erdgeschoß durchgeführt.
Das stattliche breit gelagerte Eckhaus hat drei freie Gebäudeseiten. Die Hauptfront hat ein geböschtes Erdgeschoß mit einem Rundbogentor seitlich links. Die biedermeierliche Fassade ist aus dem zweiten Viertel des 19. Jahrhunderts, die Fenster im ersten Obergeschoß haben einen rundbogigen Blendrahmen mit Muscheldekor, die Fenster im obersten Geschoß sind Rundbogenfenster. An der Rückfront sind die ehemaligen Einzelgebäude durch die Doppelgiebelfassade erkennbar. Der nordöstliche vorgebaute dreigeschoßige einachsige Gangtrakt grenzt an das Nachbargebäude, in den Obergeschoßen zeigen sich Arkadengänge mit gedrungenen Segmentbögen auf polygonen bzw. abgefasten Pfeilern, die Gänge sind mit Stichkappentonnen aus der zweiten Hälfte des 16. Jahrhunderts gewölbt.
Das Gebäudeinnere hat in allen Geschoßen tonnengewölbte Gänge, die abgewendelte Treppe wurde in der zweiten Hälfte des 19. Jahrhunderts verbreitert. Im Erdgeschoß haben die Räume Tonnen- bzw. Stichkappentonnengewölbe, die Räume in den Obergeschoßen haben zahlreiche Flachdecken mit Hohlkehlen und Stuckleistenprofilen aus dem zweiten Viertel des 19. Jahrhunderts. Die weitläufigen Kelleranlagen aus dem 16. Jahrhundert haben Längstonnengewölbe auf Tuffstein- und Ziegelmauerwerk und Flusssteinböden.

## Audio
- Andreas Zinggl: Schweres Erbe. Das Hitler-Haus in Braunau. Journal-Panorama, Ö1, 14. April 2014.
- Lothar Bodingbauer: Braunau. Eine Kleinstadt auf der Suche nach der Normalität. Journal-Panorama, Ö1, 9. Mai 1995, Link zum Manuskript

## Film
- Wer hat Angst vor Braunau? österreichischer Dokumentarfilm von Günter Schwaiger (2023)